# 鄭成雲
鄭成雲（韓語：정성운，1981年4月18日—），韓國男演員。

## 演出作品

### 電視劇
- 2007年：SBS《外科醫生奉達熙》飾 急診醫學部主任
- 2007年：MBC《新賢妻良母》
- 2007年：MBC《拍賣行》
- 2008年：MBC《不要動搖》飾 崔寶國
- 2009年：KBS《媳婦的人生》飾 閔慶賢
- 2010年：MBC《同伊》飾 崔同周
- 2011年：SBS《加油！歐巴桑》飾 王奉修
- 2012年：MBC《天使的選擇》飾 王民載
- 2013年：JTBC《宮中殘酷史－花的戰爭》飾 昭顯世子
- 2014年：JTBC《貴夫人》飾 朴永民（第二男主角）
- 2014年：MBC《薔薇色戀人們》飾 陳泰植（客串第1-3集）
- 2015年：MBC《華政》飾 皇太極
- 2016年：MBC《獄中花》飾 德興君
- 2022年：SBS《Again My Life》飾演 趙賢錫（特別出演）

### MV
- 2011年：Woo Eun Mi《我的心很痛》

## 外部連結
- 官方網站 （页面存档备份，存于）
- NAVER （页面存档备份，存于）